# World Federation of Scientists
La World Federation of Scientists (WFS; in italiano: Federazione mondiale degli scienziati) è una libera associazione di scienziati appartenenti alle più svariate discipline, creata per affrontare le emergenze planetarie attraverso la collaborazione internazionale in campo scientifico.

## Storia
Fondata nel 1973 a Erice, in Sicilia, da un gruppo di eminenti scienziati guidati da Isidor Isaac Rabi e Antonino Zichichi, comprende più di 10.000 scienziati - appartenenti a 110 paesi - tra i quali Tsung-Dao Lee, Eugene Wigner, Paul Dirac e Piotr Kapitza.
La federazione, di cui è attualmente presidente Antonino Zichichi, "promuove la collaborazione internazionale in campo scientifico e tecnologico tra scienziati e ricercatori provenienti da tutte le parti del mondo...i quali mirano a un ideale di libero scambio delle informazioni e delle scoperte scientifiche...in modo che tutti possano sperimentare i benefici del progresso della scienza".
Precursore della WFS è stato il Centro di Cultura Scientifica Ettore Majorana, denominato "Università del terzo millennio", che ha attirato a Erice oltre 75.000 scienziati dalla sua fondazione nel 1963. Nel 1986 un gruppo di scienziati, provenienti in gran parte dalla WFS, ha fondato a Ginevra l'International Centre for Scientific Culture-ICSC-World Laboratory, non solo per affrontare le emergenze planetarie, ma anche per sostenere la partecipazione delle élite scientifiche dei paesi in via di sviluppo a progetti finalizzati alla soluzione dei problemi particolari dei loro paesi.
Altre iniziative sono state l'istituzione del Premio Erice e del Gian Carlo Wick Prize, inoltre l'Erice Statement, la Dichiarazione della Farnesina e la Dichiarazione di Losanna sul doping nello sport.